# 乗ってけ!ジャパリビート
『乗ってけ！ジャパリビート』は、声優ユニット・どうぶつビスケッツ×PPPの3作目のシングル。2019年2月13日にビクターエンタテインメントより発売された。

## 概要
どうぶつビスケッツ×PPPとしては『フレ!フレ!ベストフレンズ』以来1年2か月ぶりのシングル作品。2019年7月27日に開催されたライブイベント『けものフレンズPARTY』をもって、フェネック役・本宮佳奈がけものフレンズプロジェクトを卒業した ことにより、本宮佳奈が参加したどうぶつビスケッツとしては最後の作品となった。

## チャート成績
| チャート | 最高位 |
| -------- | ------ |
| オリコン | 23位   |

## 販売形態
販売形態は通常盤 (VICL-37456) と初回限定盤A (VIZL-1525) と初回限定盤B (VIZL-1526) の3種。
- 通常盤

CD1枚組。吉崎観音描き下ろしイラストによるジャケット。「乗ってけ！ジャパリビート」のオフボーカル版が収録されている。
- 初回限定盤A

CDとDVDの2枚組。どうぶつビスケッツ×PPPキャストの実写によるジャケット。CDには、「たんけんデイズ」のオフボーカル版が収録されている。DVDには、「乗ってけ！ジャパリビート」のミュージックビデオのフルサイズと、そのメイキング映像が収録されている。
- 初回限定盤B

CDとDVDの2枚組。アニメ『けものフレンズ2』制作会社・トマソンによるアニメイラストによるジャケット。CDには、「アラウンドラウンド」のオフボーカル版が収録されている。DVDには、アニメ『けものフレンズ2』制作のメイキングが収録されている。

## 作品解説
- 乗ってけ！ジャパリビート

アニメ『けものフレンズ2』オープニングテーマ。作詞・作曲・編曲を担当した大石昌良は、当初『けものフレンズ2』が制作開始するにあたっては「ようこそジャパリパークへ」の大ヒットもあり制作を辞退したが、けものフレンズ2スタッフ側からの熱意で、楽曲を担当することになった。吉崎観音は、楽曲制作にあたり大石昌良に対しずっとホームランを打たなくてもいいから、2ベースヒットでもいいとアドバイスを行った。「ようこそジャパリパークへ」をブラッシュアップしたパターンと、別のアプローチのパターン合わせて7曲作成したうえで、「乗ってけ！ジャパリビート」が出来上がった。曲の制作においては、全て任されていたため、セルフリテイクを重ね、完成へと至った。
過去のどうぶつビスケッツ×PPPの楽曲にはなかった、生の楽器を多く使用した楽曲になっている。楽曲の後半では、「ようこそジャパリパークへ」のイントロが挿入されている。
なお、大石昌良はオーイシマサヨシ名義で『仮歌II』にてセルフカバーしている。
- たんけんデイズ

作詞の烏屋茶房と、作曲・編曲のemon(Tes.)のタッグは、『Japari Cafe』収録の「ホップステップフレンズ」以来となっている。
- アラウンドラウンド

アニメ『けものフレンズ2』挿入歌。8話「しんきょくらいぶ」で、PPPのキャストのモーションキャプチャを使ったアニメーションとともに使用された。
- 乗ってけ!ジャパリビート (Music Video)

「乗ってけ！ジャパリビート」のミュージックビデオ。
- 乗ってけ!ジャパリビート (MV&Recording Making Movie)

ミュージックビデオ撮影風景と、レコーディングのメイキング映像。
- 『けものフレンズ2』アニメーション制作メイキング

アライグマ役・小野早稀と、カラカル役・小池理子のトマソンの沼田心之介アニメプロデューサーへの取材と、アニメ『けものフレンズ2』のメイキングを収めた映像。

## 収録内容

### 通常盤 (CD)
| #         | タイトル                                       | 作詞      | 作曲       | 編曲       | ラップ詞   | 時間  |
| --------- | ---------------------------------------------- | --------- | ---------- | ---------- | ---------- | ----- |
| 1.        | 「乗ってけ！ジャパリビート」                   | 大石昌良  | 大石昌良   | 大石昌良   |            | 3:34  |
| 2.        | 「たんけんデイズ」                             | 烏屋茶房  | emon(Tes.) | emon(Tes.) |            | 3:50  |
| 3.        | 「アラウンドラウンド」                         | halyosy   | halyosy    | halyosy    | らっぷびと | 3:25  |
| 4.        | 「乗ってけ!ジャパリビート (-off vocal ver.-)」 |           | 大石昌良   | 大石昌良   |            | 3:31  |
| 合計時間: | 合計時間:                                      | 合計時間: | 合計時間:  | 合計時間:  | 合計時間:  | 14:20 |

### 初回限定盤A (CD+DVD)
| #         | タイトル                              | 作詞      | 作曲       | 編曲       | 時間 |
| --------- | ------------------------------------- | --------- | ---------- | ---------- | ---- |
| 1.        | 「乗ってけ！ジャパリビート」          |           |            |            | 3:34 |
| 2.        | 「たんけんデイズ」                    |           |            |            | 3:50 |
| 3.        | 「アラウンドラウンド」                |           |            |            | 3:25 |
| 4.        | 「たんけんデイズ (-off vocal ver.-)」 |           | emon(Tes.) | emon(Tes.) | 3:47 |
| 合計時間: | 合計時間:                             | 合計時間: | 合計時間:  | 14:36      |      |

| #         | タイトル                                                | 作詞  | 作曲・編曲 | 時間  |
| --------- | ------------------------------------------------------- | ----- | ---------- | ----- |
| 1.        | 「乗ってけ!ジャパリビート (Music Video)」               |       |            | 4:08  |
| 2.        | 「乗ってけ!ジャパリビート (MV&Recording Making Movie)」 |       |            | 34:56 |
| 合計時間: | 合計時間:                                               | 39:04 |            |       |

### 初回限定盤B (CD+DVD)
| #         | タイトル                                  | 作詞      | 作曲      | 編曲    | 時間 |
| --------- | ----------------------------------------- | --------- | --------- | ------- | ---- |
| 1.        | 「乗ってけ！ジャパリビート」              |           |           |         | 3:34 |
| 2.        | 「たんけんデイズ」                        |           |           |         | 3:50 |
| 3.        | 「アラウンドラウンド」                    |           |           |         | 3:25 |
| 4.        | 「アラウンドラウンド (-off vocal ver.-)」 |           | halyosy   | halyosy | 3:21 |
| 合計時間: | 合計時間:                                 | 合計時間: | 合計時間: | 14:10   |      |

| #  | タイトル                                            | 作詞 | 作曲・編曲 | 編曲 | 時間  |
| -- | --------------------------------------------------- | ---- | ---------- | ---- | ----- |
| 1. | 「『けものフレンズ2』アニメーション制作メイキング」 |      |            |      | 24:38 |

## カバー
| 曲名                     | アーティスト     | 収録アルバム/シングル | 発売日        | 備考                                     |
| ------------------------ | ---------------- | --------------------- | ------------- | ---------------------------------------- |
| 乗ってけ！ジャパリビート | オーイシマサヨシ | 『仮歌II』            | 2019年6月26日 | オーイシマサヨシのセルフカバーアルバム。 |
| 乗ってけ！ジャパリビート | 羽咲みはる       | 『みはるーむ』        | 2021年11月3日 | カバーアルバム                           |